# Bondeno
Bondeno là một đô thị ở tỉnh Ferrara, vùng Emilia-Romagna của Italia, nằm ở vị trí cách khoảng 45 km về phía bắc của Bologna và khoảng 15 km về phía tây bắc của Ferrara. Tại thời điểm ngày 31 tháng 12 năm 2004, đô thị này có dân số là 15.579 người và diện tích là 175,1 km².
Đô thị Bondeno có các frazioni (các đơn vị cấp dưới, chủ yếu là các làng) Burana, Gavello, Ospitale, Pilastri, Ponte Rodoni, Salvatonica, San Biagio, Santa Bianca, Scortichino, Settepolesini, Stellata, và Zerbinate.
Bondeno giáp các đô thị: Cento, Felonica, Ferrara, Ficarolo, Finale Emilia, Mirabello, Mirandola, Sant'Agostino, Sermide, Vigarano Mainarda.